# 4x4 (singolo)
4x4 è un singolo del rapper statunitense Travis Scott, pubblicato il 24 gennaio 2025.

## Video musicale
Il video, diretto da Gabriel Moses, è stato reso disponibile in concomitanza con l'uscita del brano attraverso il canale YouTube dell'artista ed è finito in lizza per l'MTV Video Music Award al miglior video hip-hop.

## Tracce
Testi e musiche di Jacques Bermon Webster II, Brytavious Lakeith Chambers, Carlton Mays Jr., Isaac De Boni, Kiari Cephus, Kirishinik Khari Ball, Michael Mule e Quavious Marshall.
1. 4x4 – 3:10

## Formazione
Hanno partecipato alle registrazioni, secondo le note di copertina del singolo:
- Travis Scott – voce
- FnZ – produzione
- Tay Keith – produzione
- Mike Dean – mastering, missaggio
- Tommy Rush – missaggio

## Successo commerciale
4x4 ha debuttato al vertice della Billboard Hot 100 nella settimana di pubblicazione dell'8 febbraio 2025, diventando l'83ª canzone nella storia della classifica a riuscirci e il quarto ingresso al numero uno del rapper (la quinta numero uno in generale considerando Sicko Mode, che esordì al 4º posto nell'agosto 2018). Il risultato è stato possibile grazie a 16,2 milioni di streaming, 2,9 milioni di audience radiofonica e 167 000 copie pure. La settimana successiva il brano è sceso dalla cima della graduatoria al 57º posto, registrando così il crollo più grande nella storia della classifica, superando Like Crazy (2023) di Jimin, che ne perse 44.

## Classifiche
| Classifica (2025) | Posizione massima |
| ----------------- | ----------------- |
| Austria           | 12                |
| Canada            | 24                |
| Francia           | 75                |
| Germania          | 20                |
| Grecia            | 13                |
| Irlanda           | 47                |
| Islanda           | 9                 |
| Italia            | 54                |
| Lettonia          | 7                 |
| Lituania          | 40                |
| Lussemburgo       | 14                |
| Norvegia          | 35                |
| Nuova Zelanda     | 30                |
| Paesi Bassi       | 65                |
| Polonia           | 15                |
| Portogallo        | 39                |
| Regno Unito       | 23                |
| Repubblica Ceca   | 30                |
| Slovacchia        | 18                |
| Stati Uniti       | 1                 |
| Svezia            | 97                |
| Svizzera          | 10                |

## Date di pubblicazione
| Paese                 | Data            | Formato                      | Etichetta         | Nota   |
| --------------------- | --------------- | ---------------------------- | ----------------- | ------ |
| Mondo                 | 24 gennaio 2025 | Download digitale, streaming | Cactus Jack, Epic | [ 23 ] |
| Stati Uniti d'America | 28 gennaio 2025 | Rhythmic contemporary        | Cactus Jack, Epic | [ 24 ] |
| Mondo                 | 31 gennaio 2025 | CD                           | Cactus Jack, Epic | [ 25 ] |